# Château Ledale
Le château Ledale est un château située dans le village belge de Bellingen (Région flamande).

## Histoire
Propriété de la famille van Hoobrouck jusqu'à la Première Guerre mondiale, il passa à un marchand de bois, puis à Rolin, éleveur de chevaux.
Le château passa au baron Guy van Eyll et à son épouse, née Marie-Louise de Viron. En 1970, ils le cédèrent aux Piaget et il a été habité par la famille Dassonville.
Au XVIIIe siècle, le château est référencé sur la carte de Ferraris en tant que « château de Dale ». 

## Le château
Le château suit un plan en U entourant une cour et ouvert au sud sur un parc d'agrément, un agencement « entre cour et jardin » typique des demeures de campagnes de l'époque.